# La Traite
La Traite est un film muet français réalisé par Louis Feuillade sorti en 1908.

## Distribution
- Renée Carl
- Maurice Vinot
- Alice Tissot